# 1923年ウィンブルドン選手権
1923年 ウィンブルドン選手権（1923ねんウィンブルドンせんしゅけん、The Championships, Wimbledon 1923）に関する記事。イギリス・ロンドン郊外にある「オールイングランド・ローンテニス・アンド・クローケー・クラブ」にて開催。

## 大会の流れ
- チャレンジ・ラウンドとオールカマーズ・ファイナルによる旧方式が1921年を最後に廃止され、1922年から抽選の方式が大幅に変更された。前年と同様に、男子シングルス128名・女子シングルス64名が出場を認められた。1926年までの抽選表は、シード選手の公式な順位を残していない。

## 大会経過

### 男子シングルス
準々決勝
- ビル・ジョンストン vs.  セシル・キャンベル　6-1, 5-7, 6-2, 6-2
- ブライアン・ノートン vs.  マックス・ウーズナム　7-5, 6-3, 6-4
- ゴードン・ロウ vs.  D・M・エバンズ　6-2, 8-6, 7-5
- フランシス・ハンター vs.  マニュエル・デ・ゴマー　3-6, 4-6, 6-1, 6-3, 6-2

準決勝
- ビル・ジョンストン vs.  ブライアン・ノートン　6-4, 6-2, 6-4
- フランシス・ハンター vs.  ゴードン・ロウ　6-3, 7-5, 6-4

### 女子シングルス
準々決勝
- スザンヌ・ランラン vs.  マリー・ヘイゼル　6-2, 6-1
- ジェラルディン・ビーミッシュ vs.  モーラ・マロリー　4-6, 7-5, 6-4
- キティ・マッケイン vs.  エリナー・ゴス　6-2, 6-2
- エリザベス・ライアン vs.  エリナー・ローズ　6-0, 6-0

準決勝
- スザンヌ・ランラン vs.  ジェラルディン・ビーミッシュ　6-0, 6-0
- キティ・マッケイン vs.  エリザベス・ライアン　1-6, 6-2, 6-4

## 決勝戦の結果
男子シングルス
- ビル・ジョンストン vs.  フランシス・ハンター　6-0, 6-3, 6-1

女子シングルス
- スザンヌ・ランラン vs.  キティ・マッケイン　6-2, 6-2

男子ダブルス
- レスリー・ゴッドフリー＆ ランドルフ・ライセット vs.  マニュエル・デ・ゴマー＆ エドゥアルド・フラッカー　6-3, 6-4, 3-6, 6-3

女子ダブルス
- スザンヌ・ランラン＆ エリザベス・ライアン vs.  ジョーン・オースチン＆ イブリン・コリヤー　6-3, 6-1

混合ダブルス
- ランドルフ・ライセット＆ エリザベス・ライアン vs.  ルイス・ディーン＆ ドロシー・シェパード＝バロン　6-4, 7-5